# 常道立 (漢陽)
常道立（1559年—1609年），字孟庸，號五嶷，湖廣漢陽府漢陽縣民籍，江西瑞州府高安縣人，明朝政治人物。

## 生平
萬曆十三年（1585年）乙酉科湖廣鄉試第七十六名舉人，十四年（1586年）聯捷丙戌科會試第一百二十九名，三甲第一百四十四名進士。戶部觀政，授直隸青陽縣知縣，任內興修學校，深受士林愛戴，十六年（1588年）調祁門縣知縣，丁母憂去職。服闋，萬曆二十年（1592年）起為固安縣知縣。其為官端簡，不事粉飾，為時人稱道，有“長者”之譽。二十二年升吏部稽勳司主事，二十三年調吏部文選司主事，任內改革選政，結果得罪權貴，二十七年謫為杭州府通判。三十一年升南京刑部主事，三十三年升郎中，三十四年（1606年）十二月升浙江布政使司右參議兼佥事、兵備溫處，改革積弊，抗擊倭寇，諸郡皆服。三十七年（1609年）八月轉浙江按察司副使、兵備寧海，甫蒞任即卒。

## 家族
曾祖常禮海；祖父常王鏡；父常天詔，母湯氏。具慶下。妻湯氏。弟常道復、常道亨、常道正、常道行。子常惟雋、常惟彥、常惟精、常惟玄。